# Gooloogong
Gooloogong is een plaats in de Australische deelstaat New South Wales en telt 852 inwoners (2006).